# NGC 2081
NGC 2081 ist ein offener Sternhaufen, der von einem Emissionsnebel umgeben ist. Er befindet sich in der Großen Magellanschen Wolke und wurde zwischen dem Jahr 1834 und 1836 durch John Herschel entdeckt.